# Hwaryeohan yuhok
Hwaryeohan yuhok (hangul: 화려한 유혹) – południowokoreański serial telewizyjny emitowany na antenie MBC. Serial był emitowany od 5 października 2015 roku do 22 marca 2016 roku, w poniedziałki i wtorki o 22:00, liczy 50 odcinków. Według Nielsen Korea odcinek 31 osiągnął najwyższą oglądalność (13,8%), a według TNMS odcinek 39 (12,7%). Główne role odgrywają w nim Joo Sang-wook, Choi Kang-hee, Cha Ye-ryun i Jung Jin-young.

## Opis fabuły
Shin Eun-soo (Choi Kang-hee) jest samotną matką, która dorastała w raczej biednej rodzinie, ale szczęśliwej. Kobieta ciężko pracuje, by utrzymać matkę, brata i siedmioletnią córkę. Mimo że spotkał ją okrutny los i została oskarżona o przestępstwa, których nie popełniła, i mimo straty męża w młodym wieku, okazuje się być silną kobietą. Jin Hyung-woo (Joo Sang-wook) był pierwszą miłością Eun-soo, a obecnie jest prawnikiem i politycznym doradcą posłanki Kang Il-joo (Cha Ye-ryun), córki byłego premiera, pragnącą zostać panią prezydent. W czasach szkolnych Il-joo była zazdrosna o uczucie łączące go i Eun-soo, chcąc Hyung-woo tylko dla siebie. Kiedy jest już bliska osiągnięcia swego celu, w jej życiu ponownie pojawia się Eun-soo. 

## Obsada

### Główna
- Joo Sang-wook jako Jin Hyeong-woo
  - Nam Joo-hyuk jako młody Jin Hyeong-woo
- Choi Kang-hee jako Shin Eun-soo
  - Kim Sae-ron jako młoda Shin Eun-soo
- Cha Ye-ryun jako Kang Il-joo
  - Kim Bo-ra jako młoda Kang Il-joo
- Jung Jin-young jako Kang Seok-hyun

### W pozostałych rolach
Rodzina Hyeong-woo
- Kim Byung-se jako ojciec Hyeong-woo
- Na Young-hee jako matka Hyeong-woo

Rodzina Eun-soo
- Jung In-gi jako ojciec Eun-soo
- Kim Mi-kyung jako matka Eun-soo
- Kim Hyung-kyu jako Shin Bum-Soo, brat Eun-soo
- Lee Jae-yoon jako Hong Myung-Ho, mąż Eun-soo
- Kal So-won jako Hong Mi-Rae, córka Eun-soo

Rodzina Il-Joo
- Jung Jin-young jako Kang Seok-hyun, ojciec Il-joo
- Kim Pub-lae jako Kang Il-do, starszy brat Il-joo
- Park Jung-ah jako Lee See-young, żona Il-do
- Jang Young-nam jako Kang Il-ran, starsza siostra Il-joo
- Yoon-Soo jako Kang Yoo-gyung, córka Il-do

Rodzina Kwon
- Kim Ho-jin jako Kwon Moo-hyuk, mąż Il-joo
- Cho Yeon-woo jako Kwon Joon-hyuk, brat Moo-hyuka
- Kim Chang-wan jako Kwon Soo-myung, ojciec Moo-hyuka

## Nagrody i nominacje
| Rok  | Nagroda          | Kategoria                                                | Nominowany     | Wynik     |
| ---- | ---------------- | -------------------------------------------------------- | -------------- | --------- |
| 2015 | MBC Drama Awards | Top Excellence Award, Actor in a Special Project Drama   | Jung Jin-young | Wygrana   |
| 2015 | MBC Drama Awards | Top Excellence Award, Actress in a Special Project Drama | Choi Kang-hee  | Nominacja |
| 2015 | MBC Drama Awards | Excellence Award, Actor in a Special Project Drama       | Joo Sang-wook  | Nominacja |
| 2015 | MBC Drama Awards | Best Supporting Actor in a Special Project Drama         | Kim Ho-jin     | Wygrana   |
| 2015 | MBC Drama Awards | Best Supporting Actress in a Special Project Drama       | Jang Young-nam | Nominacja |
| 2015 | MBC Drama Awards | Best Supporting Actress in a Special Project Drama       | Na Young-hee   | Nominacja |
| 2015 | MBC Drama Awards | Najlepsza młoda aktorka                                  | Kal So-won     | Wygrana   |